# Dieceza Panonija
Dieceza Panonija (latinsko Dioecesis Pannoniarvm, Dieceza Panoncev), po letu 379 znana kot Dieceza Ilirik, je bila dieceza  poznega Rimskega cesarstva. Sedež guvernerja (vicarius) je bil v Sirmiju.

## Zgodovina
Dieceza je bila prvotno del pretorske prefekture Italije in kasneje del pretorske prefekture Ilirik. Po delitvi Ilirika leta 379 je bila kot dieceza Ilirik ponovno priključena k prefekturi Italiji.
Bila je ena od dveh diecez v vzhodnih četrtinah tetrarhije, ki ni spadala v grški kulturni krog cesarstva (druga je bila Dakija), zato je bila po Teodozijevi smrti leta 395 prestavljena iz Vzhodnega v Zahodno cesarstvo. Teodozijeva hčerka Gala Placidija, ki je bila regentka za cesarja Valentinijana III., je leta 425 diecezo Ilirik vrnila vzhodnemu cesarju Teodoziju II.. Njena končna usoda ni povsem jasna. Panonijo so v 440. letih osvojili Huni, Dalmacija pa je ostala v Zahodnem cesarstvu približno do leta 480. Na začetku 6. stoletja je Panonijo osvojil ostrogotski kralj Italije Teodorik Veliki in morda ponovno ustanovil diocezo.

## Geografija
Panonija (dieceza Illyricum occidentalis) je vključevala rimske province Prva Panonija (Pannonia Prima), Panonija Valerija (Pannonia Valeria ali Valeria), Savska Panonija (Pannonia Savia ali Savia), Druga Panonija (Pannonia Secunda), Sredozemski Norik (Noricum Mediterraneum), Celinski Norik (Noricum Ripensis) in Dalmacija (Dalmatia), Sremski eksarhat, metropolije Lauriacum (Enns), Vindomana (Dunaj), Sirmium (Sremska Mitrovica), Salona (Solin), Salisburgium (Salzburg) in "locus incertus" ("neznano mesto", Miholjanec).

## Seznam poznanih vikarijev
- Valerij Licinij (308-314)

## Kasnejša raba imena
V 9. stoletju se je Dieceza Panonija imenovalo cerkveno ozemlje nadškofa svetega Metoda.